# Gostota masnega toka
Gostôta másnega tóka (oznaka j) je fizikalna količina, ki pove, koliko snovi preteče v časovni enoti skozi izbrano ploskev, oziroma kolikšen je masni pretok Φm na enoto površine:
{\displaystyle j={\frac {\mathrm {d} \Phi _{m}}{\mathrm {d} S}}\!\,.}
Mednarodni sistem enot predpisuje za gostoto masnega toka izpeljano enoto kg m-2 s-1.